# 남포시
남포시(南浦市)는 한반도 북서부 해안에 위치한 조선민주주의인민공화국의 항구 도시이고, 이 도시의 남포항은 북한의 수도인 평양과 해외를 연결하는 관문이자 국제 무역항으로서, 일찍이 항만 교통이 상당히 발달하였으며, 1986년에는 남포 서해 갑문이 건설되었다.
남포항과 인근에 와우도해수욕장과 와우도유원지, 남포여관 등의 관광 시설이 발달했으며, 남포수산물사업소, 남포수산물가공공장, 와우도협동농장 등의 1차 산업시설, 무역·금융기관도 발달해 있다.

## 지리

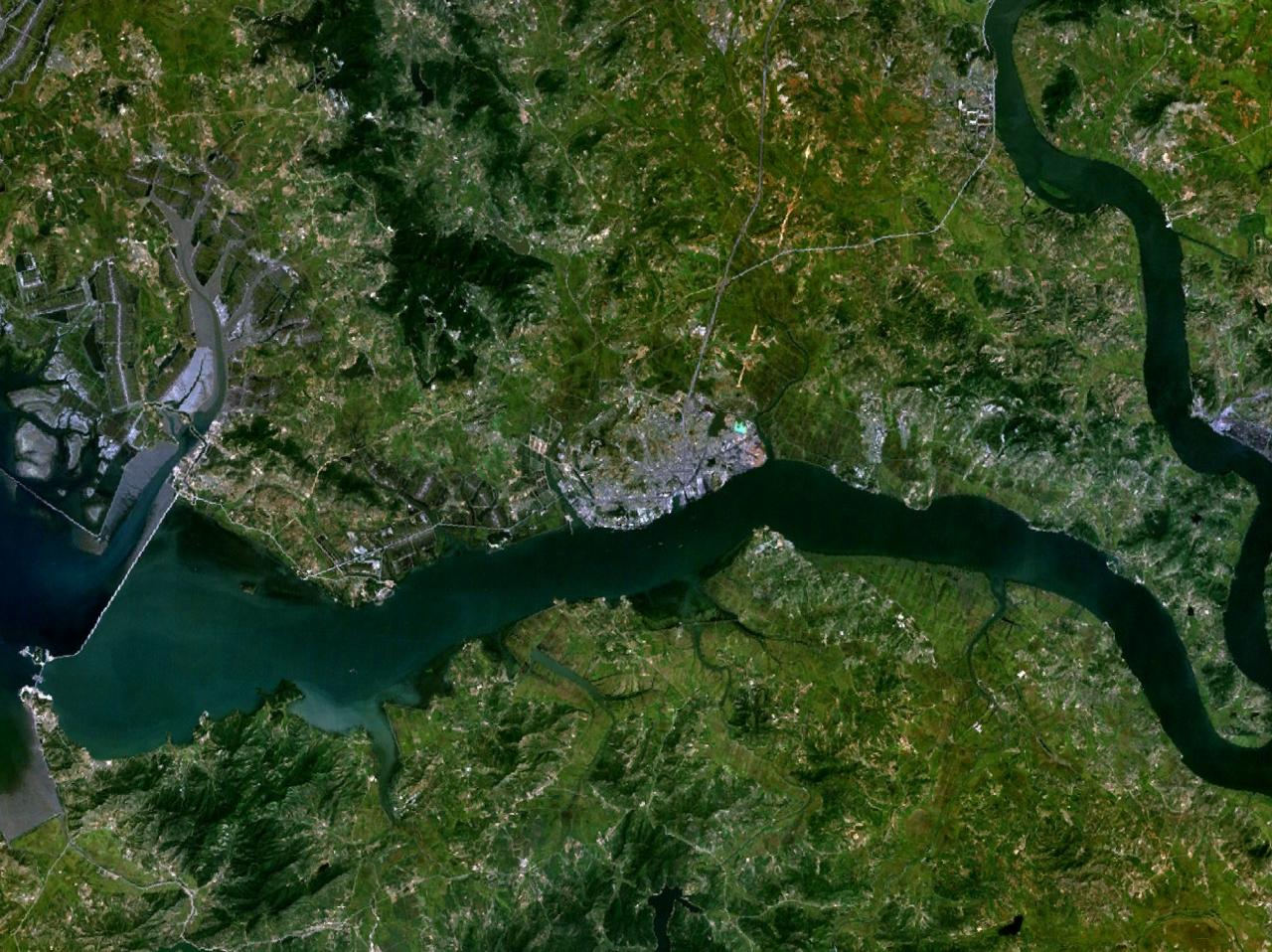
남포의 위성사진. 동서로 흐르는 것이 대동강, 강 북안이 남포 시가지, 왼쪽 끝에 있는 댐이 서해갑문

동쪽에서 서쪽으로 흐르는 대동강 하구 북쪽에 있는 항만 도시이다. 동쪽으로는 평양시, 서쪽으로는 황해, 북쪽으로는 평안남도, 남쪽과 남동쪽으로는 대동강을 경계로 황해남도 및 황해북도와 접한다. 주로 대륙성 기후를 띠며, 넓은 평야를 가지고 있지만 강수량이 적어 농업에 유리한 환경은 아니다.

## 역사

진남포부 휘장

조선 시대까지 삼화현(三和縣)의 작은 어촌에 지나지 않았지만, 1894년 청일 전쟁으로 인해, 한때 일본군의 병참기지가 되었었다. 1897년에 개항장으로 지정되어 삼화부(三和府)로 승격한 후 급속히 성장했다.
- 1897년 : 삼화군 증남포(甑南浦)를 개항장으로 하고 삼화항 감리서를 설치하였다. 이때 증남포가 진남포로 개칭된다.
- 1906년 : 삼화부가 진남포부(鎭南浦府)로 개칭되었다.
- 1914년 4월 : 개항장 일대만 진남포부로 편제하고, 나머지 지역은 룡강군으로 이관되었다.
- 1979년 12월 : 남포시가 대안시(大安市)[4], 룡강군을 관할하는 남포직할시가 되었고, 기존 남포시는 남포구역으로 개편하였다.
- 1983년 : 남포구역을 항구구역과 와우도구역으로, 대안시를 대안구역, 강서구역, 천리마구역으로 각각 개편하였다.
- 1988년 7월 : 서해갑문 남단의 송관리가 은률군에서 편입되었다.[5][6]
- 2004년 1월 : 평안남도 관할의 남포특급시로 변경되면서 룡강군과 대안구역, 강서구역, 천리마구역이 각각 룡강·대안·강서·천리마군으로 떨어져 나갔고, 항구구역과 와우도구역이 폐지되었다.
- 2010년 1월 : 직할시 때 관할했던 룡강군·대안군·강서군·천리마군과 함께 온천군[7]까지 편입시켜 남포특별시가 되었고, 시의 전체 인구가 100만 명에 육박하게 되었다.[2][3]
- 2016년 1월 : 평안남도 남포시로 재차 격하되었다.

### 명칭 유래
남포(南浦)는 삼화현(三和縣)의 작은 어촌이었던 '남포 마을'에서 유래되었는데, 이는 삼화현의 남쪽 포구라는 뜻이다. 즉, 이 지역에 있던 증산(甑山)의 남쪽에 있던 포구라서 증남포(甑南浦)로 불렸으며, 일본 제국은 청일전쟁 때 청나라 군대를 진압하고 남포에 상륙하였다고 하여 누를 '진(鎭)'자를 붙여 진남포(鎭南浦)라 칭하였다.
1949년에 일제식 행정구역명 청산 과정에서 '진(鎭)'자를 떼어버리고 남포시(南浦市)로 시의 이름을 변경하였다. 그러나 대한민국의 이북5도위원회 평안남도에서는 여전히 1945년 광복 당시의 이름인 진남포시로 칭하고 있다.

## 산업
일제강점기부터 평양의 외항으로서 북한 최대의 무역항이며, 무역액은 부산, 인천에 이은 3위였다. 또 정련소를 시작으로 유리, 조선, 화학공업이 발달했으며 어업도 번성했다. 현재는 유리, 기계, 유색 금속류가 중심 산업이다. 합작기업인 평화자동차에서 승용차를 생산하고 있고, 1990년대 중후반에 대우그룹이 남포공단에서 의류봉제공장을 운영하였다.
대동강의 하구에는 서해갑문으로 불리는 거대한 하구 댐이 건설되어 있다. 댐 호수 내부는 담수화되어 있고 제방 위에는 철도와 도로가 만들어져 대안을 서로 연결하며 남포항으로 들어가는 대형선이 통과하기 위한 갑문도 여러개 설치되어 있다. 제방은 치수와 수운·교통을 위해서 건설된 것으로, 1980년대에 조선인민군 등을 투입해 대대적으로 공사가 진행되어 1986년에 완성했다. 이 거대 공사는 김일성의 인솔을 대신한 김정일의 지도 덕분으로 여겨져, 조선중앙방송의 텔레비전 뉴스에도 자주 등장하고 있다.

## 문화·관광
서해안에서 유일하게 관광객이 드나들 수 있는 지역으로 남포를 관광도시로 개발하기 위해 와우도에 신시가지를 건설했다. 와우도 해수욕장은 원산의 송도원 해수욕장과 함께 북한이 개방하고 있는 대표적인 해수욕장이나 외국인의 출입도 아직은 자유롭지 않다. 유물·유적으로는 고구려 벽화 무덤인 덕흥리 벽화 고분과 대안리 제1호 벽화 고분, 강서 대묘, 황룡산성 등이 있다.

## 행정 구역
남포시는 5구역 2군(항구구역, 와우도구역, 강서구역, 온천군, 천리마구역, 대안구역, 룡강군)으로 구성되어 있다.
2004년에 평안남도 관할의 특급시로 변경되었고, 2구역 내의 36동 15리로 이루어지게 되었다. 2010년 강서군, 천리마군, 대안군은 각각 구역으로 개편되었다.

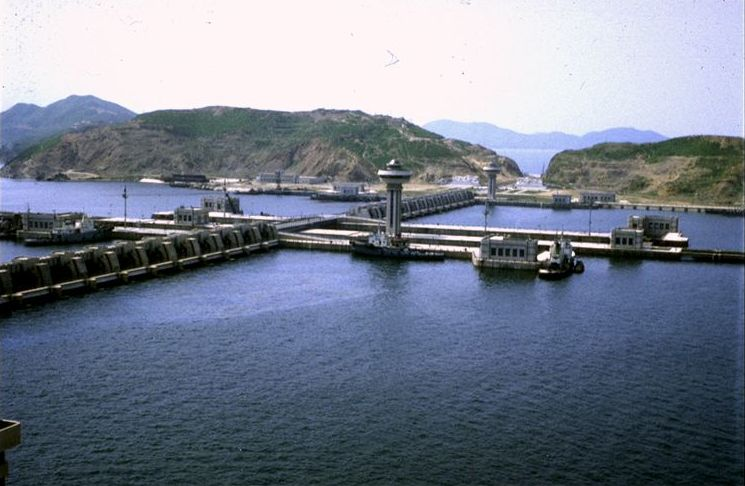
서해갑문

| - 항구구역(港口區域) - 상대두동(上大頭洞) - 중대두동(中大頭洞) - 하대두동(下大頭洞) - 한두동(漢頭洞) - 역전동(驛前洞) - 문화동(文化洞) - 도지동(島智洞) - 류사동(柳沙洞) - 상비석동(上碑石洞) - 중비석동(中碑石洞) - 하비석동(下碑石洞) - 후포동(後浦洞) - 해안동(海岸洞) - 항구동(港口洞) - 선창동(仙倉洞) - 건국1동(建國一洞) - 건국2동(建國二洞) - 은덕동(恩德洞) - 문애동(文艾洞) - 검산리(劍山洞) - 동전리(東箭里) - 초도리(椒島里) - 신흥리(新興里) - 어호리(漁湖里) - 지사리(芝沙里) - 갈천리(葛川里) - 덕해리(德海里) - 우산리(羽山里) | - 와우도구역(臥牛島區域) - 지산동(芝山洞) - 마사동(麻沙洞) - 남흥동(南興洞) - 룡정동(龍井洞) - 룡수동(龍水洞) - 남산동(南山洞) - 진수동(進水洞) - 서흥동(西興洞) - 체육촌동(體育村洞) - 새길동(새길洞) - 마산동(馬山洞) - 회창동(會倉洞) - 와우도동(臥牛島洞) - 진도동(鎭島洞) - 대대동(大代洞) - 갑문1동(閘門一洞) - 갑문2동(閘門二洞) - 옥천대동(玉泉臺洞) - 화도리(花島里) - 신령리(新寧里) - 소강리(蘇康里) - 령남리(嶺南里) - 송관리(松觀里) |

## 교육
- 남포대학
- 서해대학

중등 교육기관으로 남포시학생청소년궁전과 남포혁명학원, 남포중학교가 있다.

## 교통
1998년 12월에 청년영웅도로(평양-남포간 고속도로)가 착공되어 평양시를 연결하고 있다. 또한 남포항이 해상교통의 중심을 이룬다. 철도 평남선이 연결되어 있다.

## 기후
기후는 대륙성 기후이지만 온화한 편이다. 연평균 기온은 10.3°C, 1월은 -6.8°C, 8월 25.1°C, 최고 기온은 37°C(1919년 8월), 최저 기온은 -23°C(1917년 1월), 연강수량 944 mm이다.
| 남포시의 기후                                 | 남포시의 기후 | 남포시의 기후 | 남포시의 기후 | 남포시의 기후 | 남포시의 기후 | 남포시의 기후 | 남포시의 기후 | 남포시의 기후 | 남포시의 기후 | 남포시의 기후 | 남포시의 기후 | 남포시의 기후 | 남포시의 기후 |
| 월                                            | 1월           | 2월           | 3월           | 4월           | 5월           | 6월           | 7월           | 8월           | 9월           | 10월          | 11월          | 12월          | 연간          |
| --------------------------------------------- | ------------- | ------------- | ------------- | ------------- | ------------- | ------------- | ------------- | ------------- | ------------- | ------------- | ------------- | ------------- | ------------- |
| 일평균 최고 기온 °C (°F)                      | −0.5 (31.1)   | 2.6 (36.7)    | 8.9 (48.0)    | 16.5 (61.7)   | 22.5 (72.5)   | 26.4 (79.5)   | 28.5 (83.3)   | 29.1 (84.4)   | 25.5 (77.9)   | 18.9 (66.0)   | 9.9 (49.8)    | 1.8 (35.2)    | 15.8 (60.4)   |
| 일일 평균 기온 °C (°F)                        | −4.4 (24.1)   | −1.7 (28.9)   | 3.9 (39.0)    | 10.8 (51.4)   | 16.7 (62.1)   | 21.2 (70.2)   | 24.3 (75.7)   | 24.8 (76.6)   | 20.4 (68.7)   | 13.7 (56.7)   | 5.7 (42.3)    | −1.8 (28.8)   | 11.1 (52.0)   |
| 일평균 최저 기온 °C (°F)                      | −7.9 (17.8)   | −5.4 (22.3)   | 0.0 (32.0)    | 6.4 (43.5)    | 12.4 (54.3)   | 17.7 (63.9)   | 21.4 (70.5)   | 21.7 (71.1)   | 16.6 (61.9)   | 9.5 (49.1)    | 2.0 (35.6)    | −5.0 (23.0)   | 7.5 (45.5)    |
| 평균 강수량 mm (인치)                         | 9.2 (0.36)    | 12.9 (0.51)   | 17.3 (0.68)   | 36.8 (1.45)   | 67.0 (2.64)   | 82.0 (3.23)   | 202.2 (7.96)  | 166.2 (6.54)  | 72.4 (2.85)   | 38.5 (1.52)   | 38.8 (1.53)   | 19.6 (0.77)   | 762.9 (30.04) |
| 평균 강수일수 (≥ 0.1 mm)                      | 4.2           | 3.5           | 3.7           | 5.0           | 6.5           | 7.0           | 10.8          | 8.2           | 5.5           | 5.3           | 6.8           | 6.0           | 72.5          |
| 평균 강설일수                                 | 5.2           | 3.2           | 1.6           | 0.1           | 0.0           | 0.0           | 0.0           | 0.0           | 0.0           | 0.0           | 2.1           | 5.6           | 17.8          |
| 평균 상대 습도 (%)                            | 72.1          | 70.0          | 69.2          | 66.6          | 71.1          | 78.4          | 85.8          | 84.6          | 77.2          | 72.4          | 73.6          | 72.5          | 74.5          |
| 출처: 대한민국 기상청 (평년값: 1991년~2020년) |               |               |               |               |               |               |               |               |               |               |               |               |               |

## 참고 문헌
- Dormels, Rainer. North Korea's Cities: Industrial facilities, internal structures and typification. Jimoondang, 2014. ISBN 978-89-6297-167-5